# Salix hukaoana
Salix hukaoana är en videväxtart som beskrevs av A. Kimura. Salix hukaoana ingår i släktet viden, och familjen videväxter. Inga underarter finns listade i Catalogue of Life.